# Jean Paul
Jean Paul (puno ime Johann Paul Friedrich Richter; Wunsiedel, 21. ožujka 1763. – Bayreuth, 14. studenog 1825.) bio je njemački pisac. U književnom smislu ubraja se među klasike i romantike. Johann Paul Friedrich Richter promijenio je svoje ime u Jean Paul jer je bio veliki obožavatelj djela Jean-Jacques Rousseaua.